# Становиці (Сілезьке воєводство)
Становиці (пол. Stanowice) — село в Польщі, у гміні Червьонка-Лещини Рибницького повіту Сілезького воєводства.
Населення — 2357 осіб (2011).

## Демографія
Демографічна структура станом на 31 березня 2011 року:
|          | Загалом | Допрацездатний вік | Працездатний вік | Постпрацездатний вік |
| -------- | ------- | ------------------ | ---------------- | -------------------- |
| Чоловіки | 1130    | 225                | 760              | 145                  |
| Жінки    | 1227    | 241                | 701              | 285                  |
| Разом    | 2357    | 466                | 1461             | 430                  |